# Saxifraga gaudinii
Saxifraga gaudinii är en stenbräckeväxtart som beskrevs av Bruegg.. Saxifraga gaudinii ingår i Bräckesläktet som ingår i familjen stenbräckeväxter. Inga underarter finns listade i Catalogue of Life.